# Er Roseires
Er Roseires (variante Ar Rusayris) est une ville du sud-est du Soudan située dans l'État du Nil Bleu.

## Géographie
Er Roseires est une ville du sud-est du Soudan située à 60 km de la frontière avec Éthiopie sur les rives du Nil Bleu, près du barrage de Roseires et de la ville de Ad-Damazin.